# Спокута чужих гріхів
«Спокута чужих гріхів» — радянський художній фільм 1978 року, знятий на Кіностудії ім. О. Довженка за мотивами повісті В. Сичевського «Вернись, Ружено».
Для прокату в Україні у 1978 році було створено україномовний дубляж на студії Довженка.

## Синопсис
Священик з прикарпатського села, який дав притулок підлітку-сироті Богдану Чичурі, віддає його в духовну семінарію. Закінчивши семінарію з відзнакою, юнак вступає в Григоріанський університет, стає доктором теології і повертається в своє село. Тут він дізнається, що кохана Ружена, обдурена листом єпископа, пішла в монастир. А її батько — Русин — переслідується владою і церквою за ліві переконання. Богдан вступає у важку боротьбу за честь близьких. Але починається Друга світова війна, і Богдан, бажаючи допомогти Русину, потрапляє в пастку, підлаштовану зведеним братом Августином, який без особливих коливань совісті продався гітлерівцям…

## У ролях
- Іван Гаврилюк — Богдан Чичура, доктор теології
- Іван Миколайчук — Русин, учитель
- Ніна Івашова — Ружена, наречена Богдана
- Микола Сектименко — Августин, брат Богдана
- Юрій Лавров — єпископ Олександр
- Костянтин Степанков — отець Урбанич
- Федір Нікітін — Танчера, кардинал
- Віктор Чекмарьов — отець Юлій
- Костянтин Артеменко — Шомоді, полковник
- Лідія Чащина — Марія, ігуменя
- Лариса Кадирова — Ганна, сестра Богдана
- Геннадій Болотов — барон
- Георгій Морозюк — брат Ігнатій
- Михайло Ігнатов — епізод
- Микола Воронін — отець Василь
- Сергій Підгорний — брат Пантелеймон
- Віктор Демерташ — брат Алоїз

## Знімальна група
- Режисер-постановник: Валеріан Підпалий
- Сценарист: Василь Сичевський
- Оператор-постановник: Сергій Лисецький
- Композитор: Леонід Грабовський
- Художники-постановники — Анатолій Добролежа, Григорій Павленко
  - Асистент художників: Євген Пітенін
- Звукооператор: Рема Крупєніна
- Редактор: Надія Орлова
- Режисери: Микола Колесников, Наталія Єсипенко
  - Асистенти режисера: Л. Кавицька, Сергій Омельчук
- Оператори: Михайло Сергієнко, В'ячеслав Родиченко
- Режисери монтажу: Марія Зорова, Євгенія Головач
- Художник по костюмах: Людмила Ролько
- Художник по гриму: Алла Чуря
- Комбіновані зйомки: оператор — Павло Король; художник — Михайло Полунін
- Асистенти оператора: Володимир Васильєв, Лев Рязанцев
- Директор картини: Яків Забутий